# Marie d’Orléans
Marie d’Orléans (ur. 19 grudnia 1457, zm. 1493) – najstarsza córka księcia Karola Orleańskiego z jego małżeństwa z niemiecką księżniczką Marią kliwijską. Jej młodszym bratem był Ludwik XII król francuski.
Jej pierwszym narzeczonym był Pierre II de Bourbon, lecz zaręczyny zostały zerwane na wyraźny rozkaz króla, Ludwika XI, który nie chciał dopuścić do przymierza dwóch najbardziej wpływowych wówczas rodów francuskich. Zamiast Pierre’a Maria poślubiła 8 września 1476 roku Jana de Foix i stała się tym samym wicehrabiną Narbonne. W dwa lata później jej mąż otrzymał również tytuł hrabiego Étampes, a Maria, jako jego żona, hrabiny. Z ich małżeństwa urodziła się dwójka dzieci:
- Germaine de Foix (1488-1538), która w 1505 poślubiła króla Aragonii, Ferdynanda II Aragońskiego,
- Gaston z Foix (1489-1512), francuski dowódca wojskowy w okresie wojen włoskich.

W 1483 roku Jan, po śmierci swego bratanka, Franciszka Febusa, rozpoczął rywalizację z jego siostrą, Katarzyną o tron Nawarry. Doprowadziło to w rezultacie do wojny między dwojgiem pretendentów. Maria jednak nie dożyła do jej końca (1497) i sromotnej porażki męża. Zmarła w 1493 roku i została pochowana w Mazeres. Pięć lat później na tronie francuskim zasiadł jej młodszy brat Ludwik XII.